# Szamoa madárfajainak listája

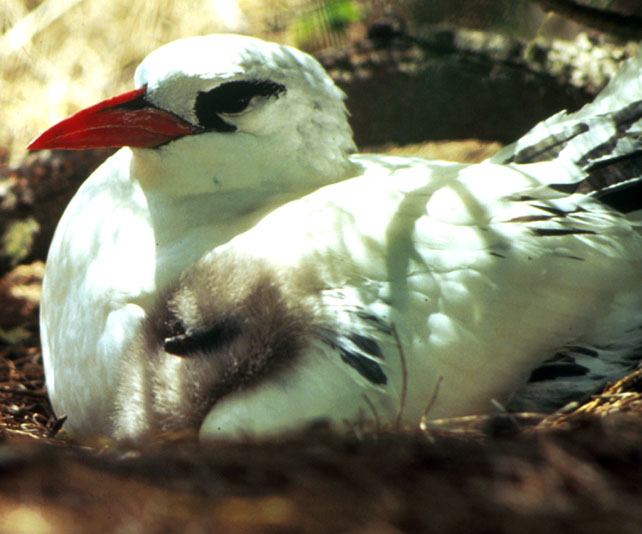
Vörösfarkú trópusimadár (Phaethon rubricauda)

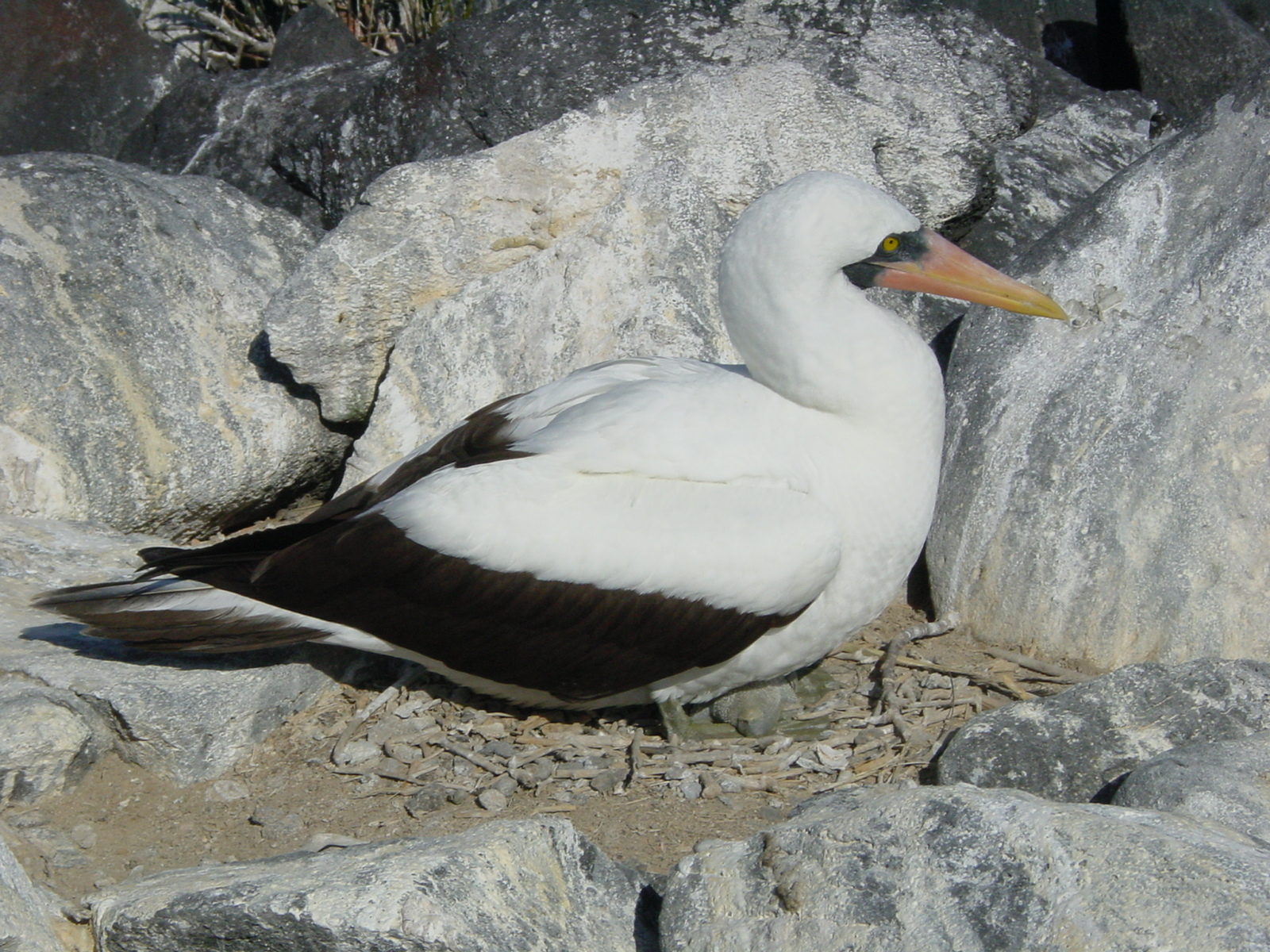
Álarcos szula (Sula dactylatra)

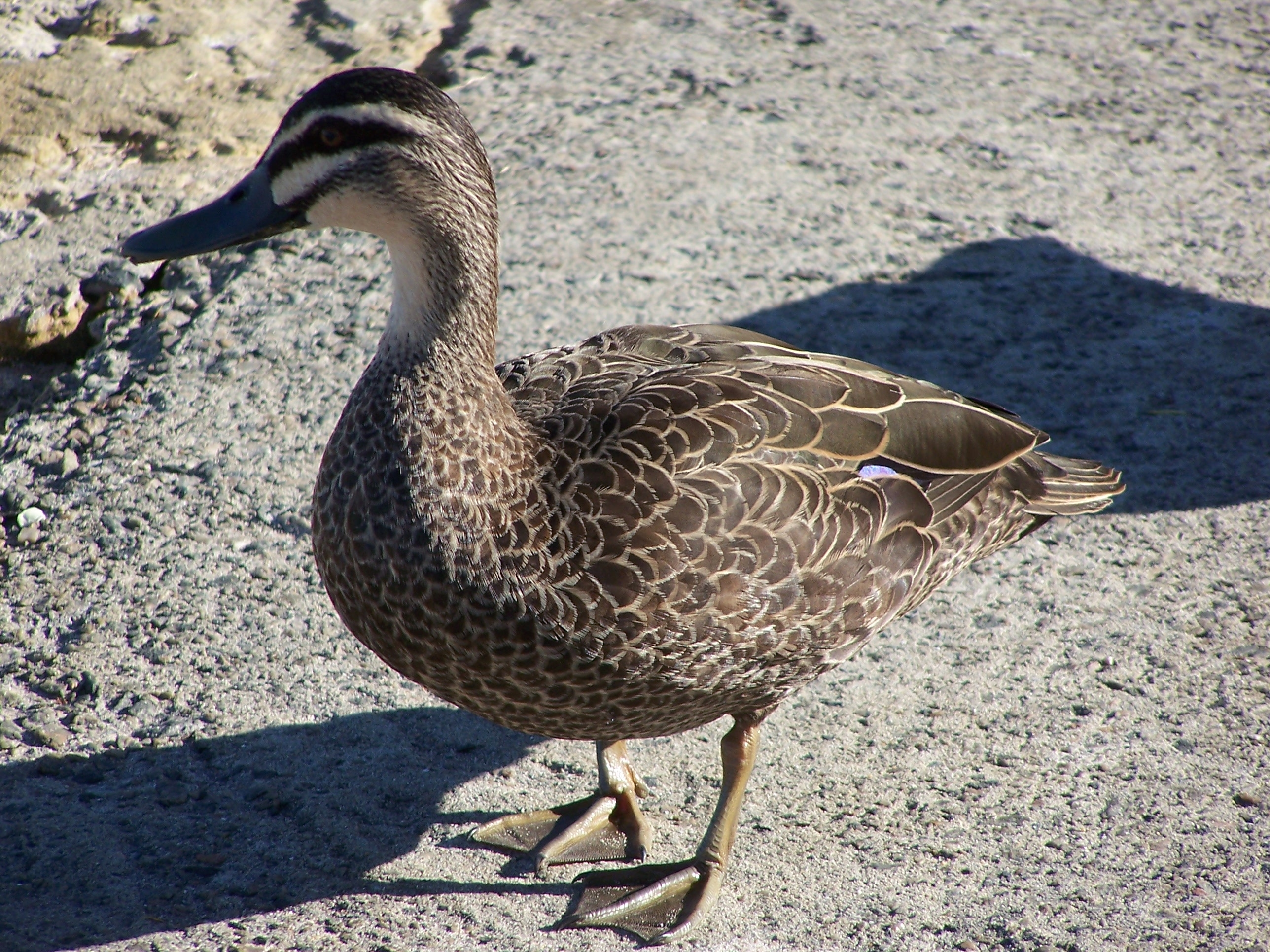
Szemöldökös réce (Anas superciliosa)

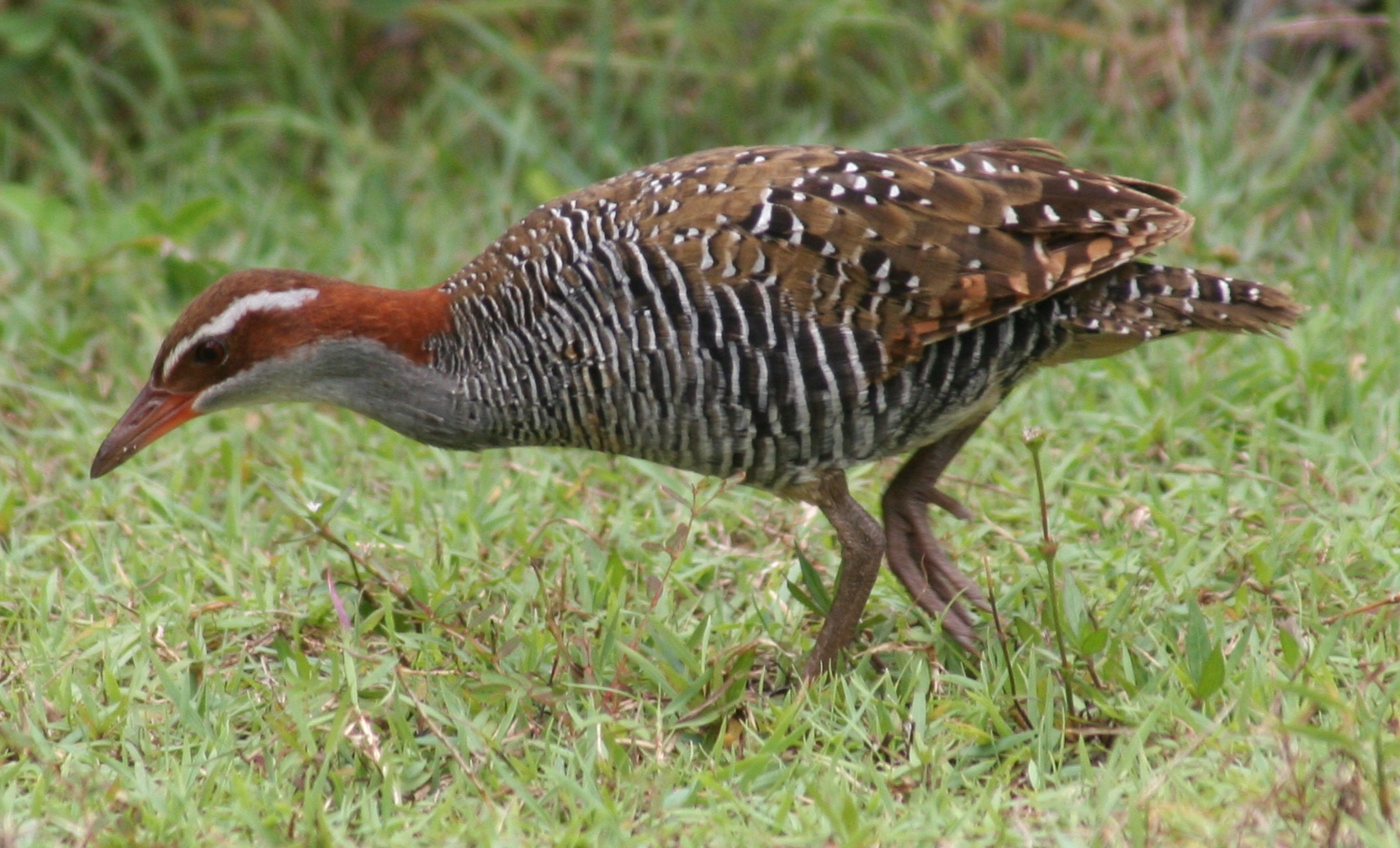
Szalagos guvat (Gallirallus philippensis)

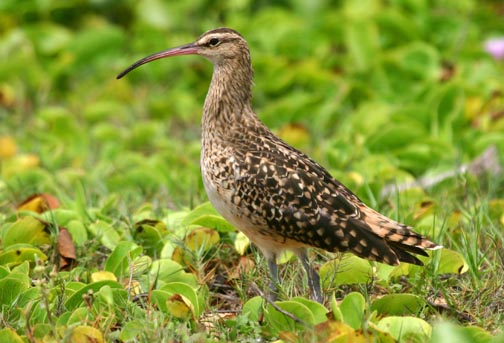
Tahiti póling (Numenius tahitiensis)

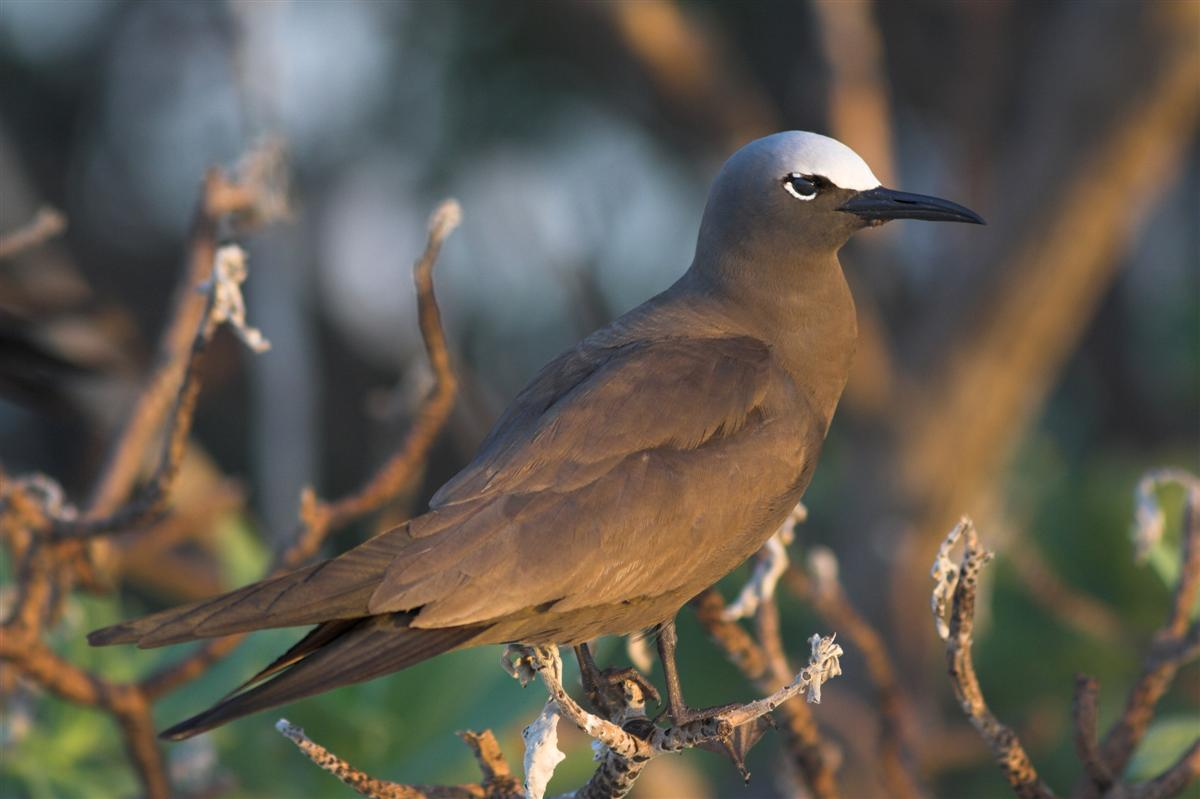
Barna noddi (Anous stolidus)

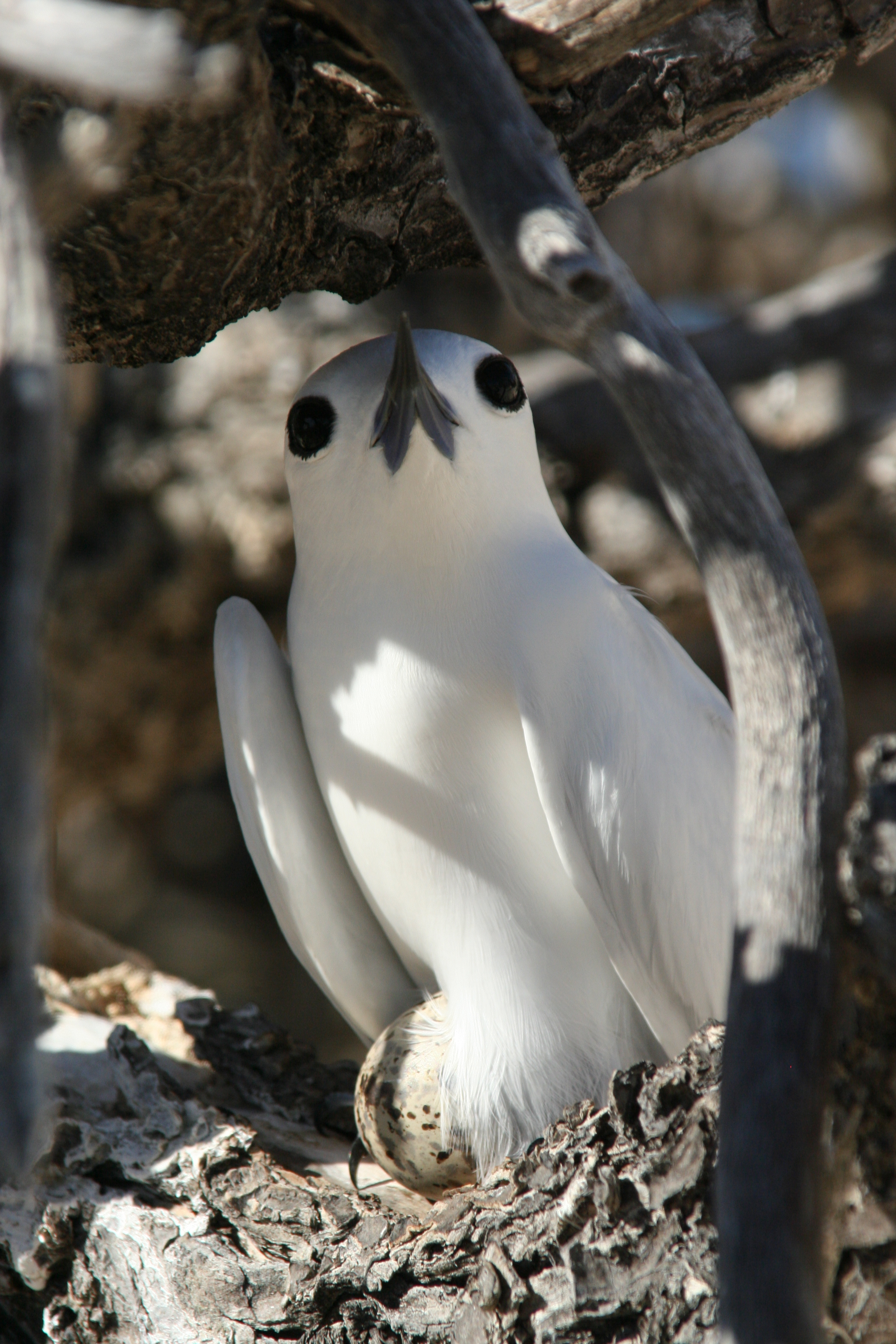
Tündércsér (Gygis alba)

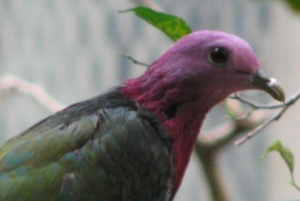
Bíborfejű gyümölcsgalamb (Ptilinopus porphyraceus)

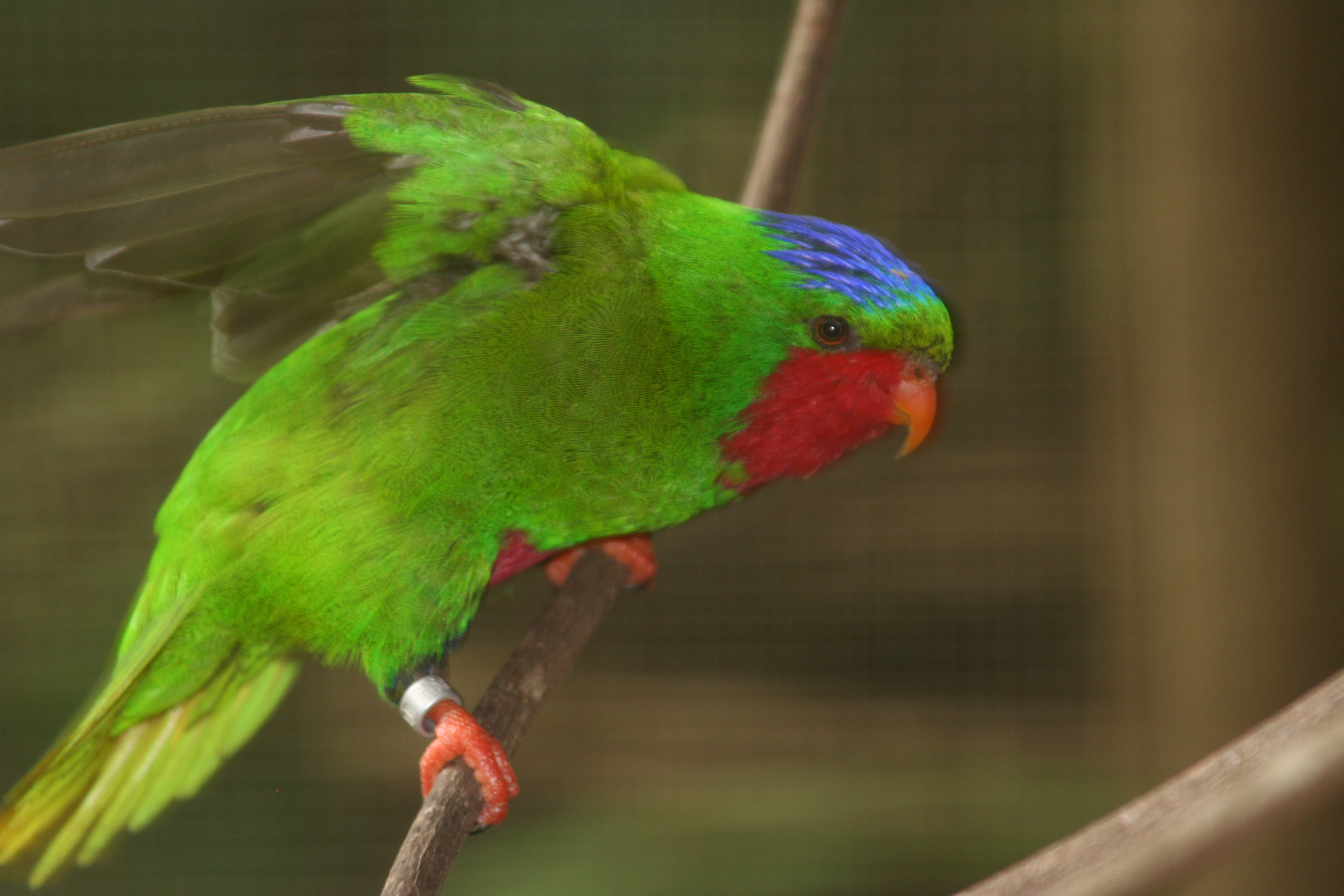
Kéksapkás lóri (Vini australis)

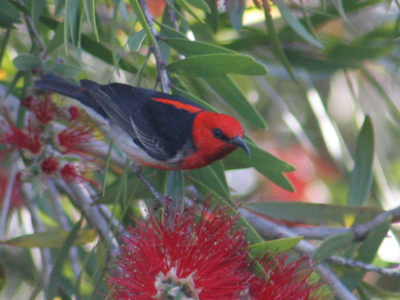
Skarlát mézevő (Myzomela sanguinolenta)

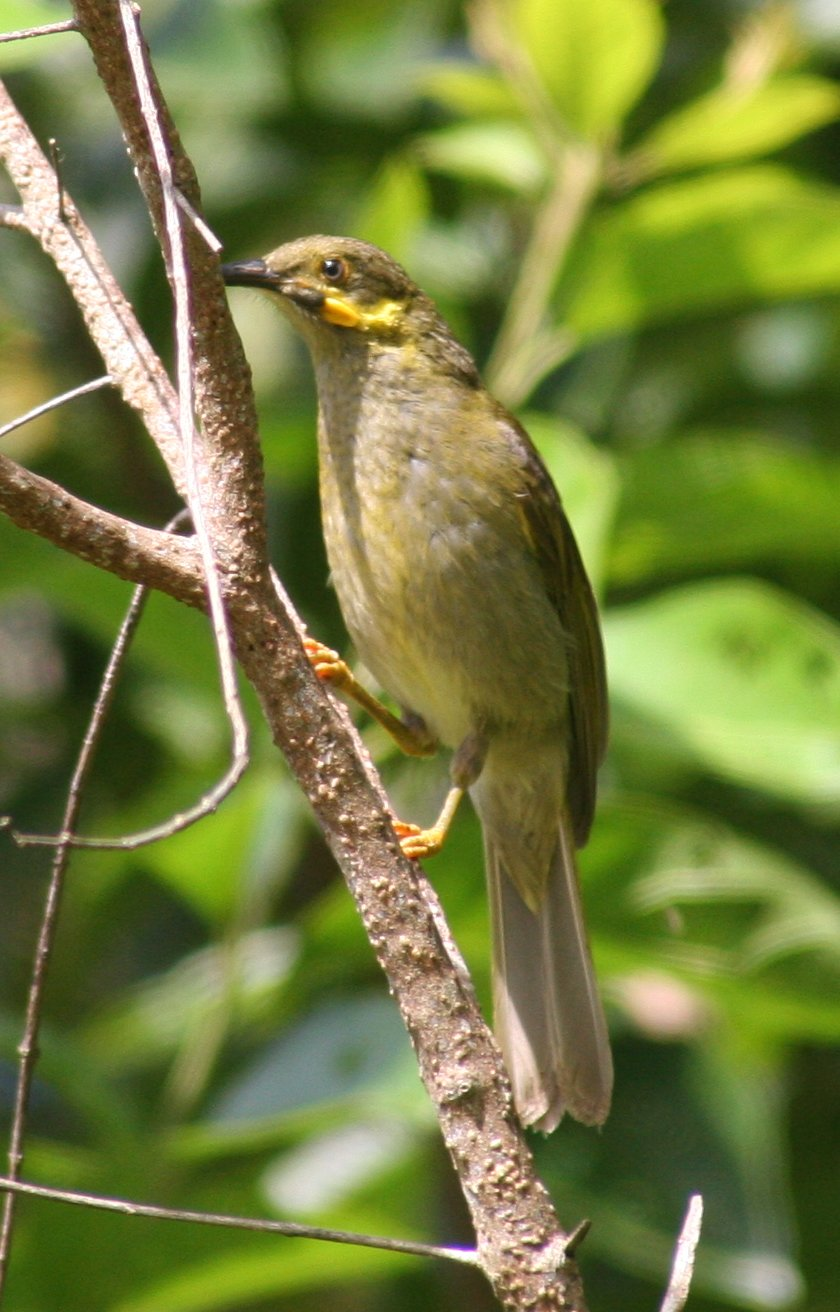
Pikkelyesfejű mézevő (Foulehaio carunculata)

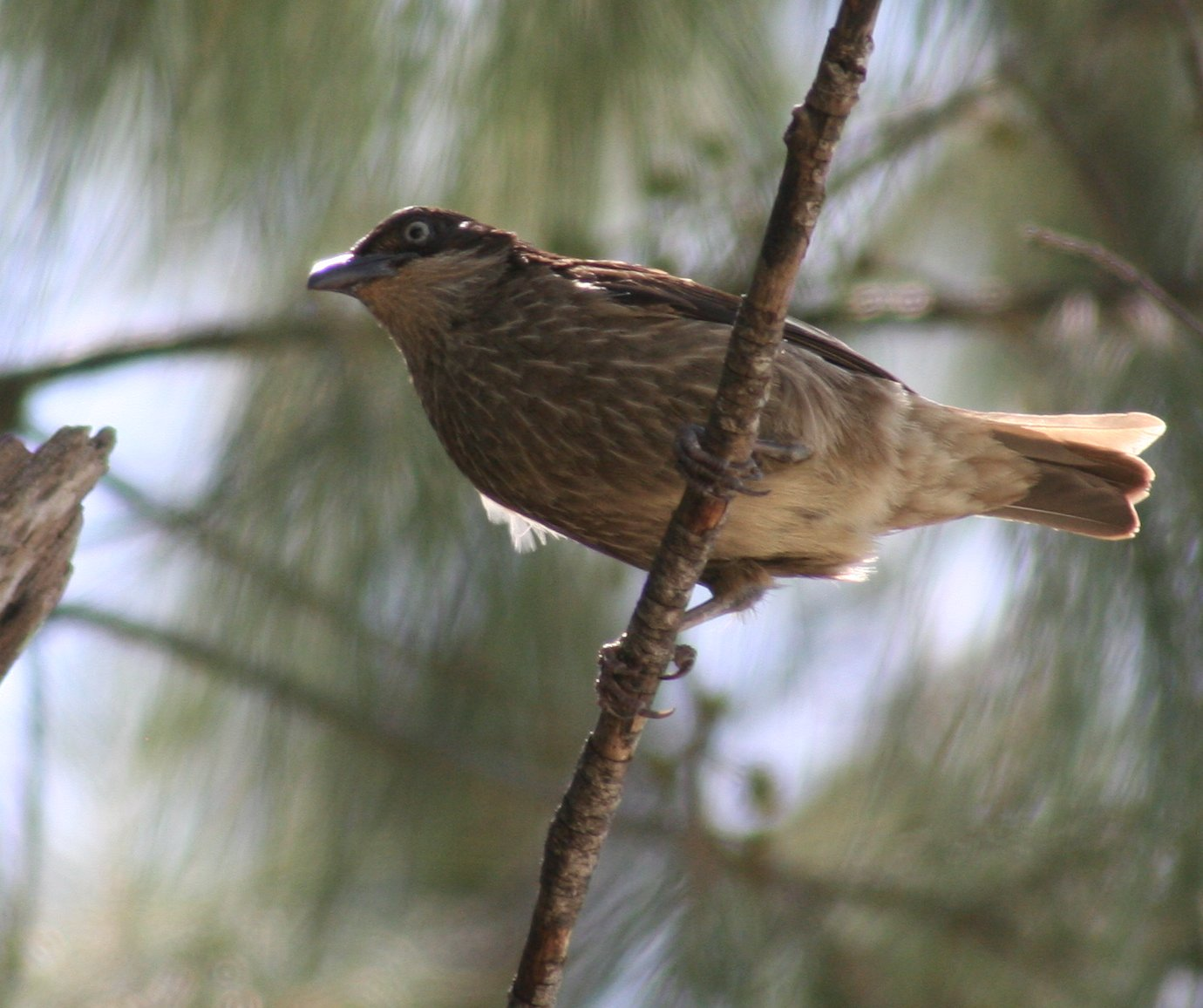
Déltengeri énekes seregély (Aplonis tabuensis)

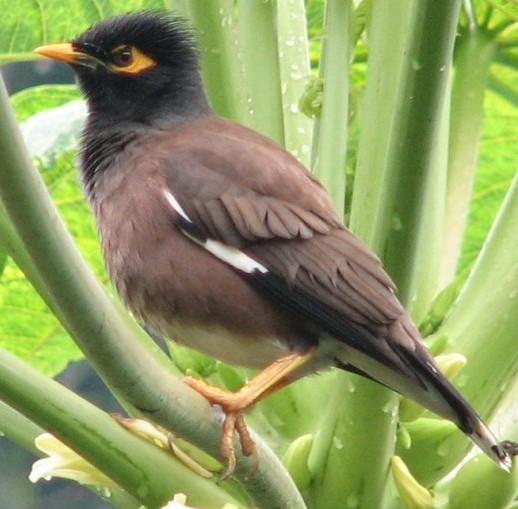
Pásztormejnó (Acridotheres tristis)

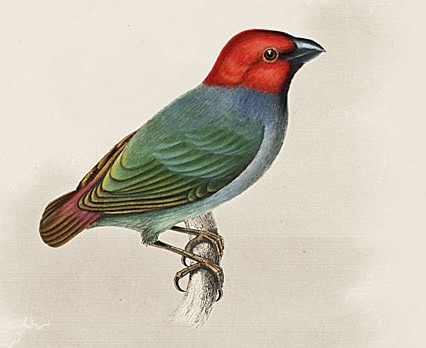
Szamoai papagájamandina (Erythrura cyaneovirens vagy Amblynura cyaneovirens)

A világon élő mintegy 10 000 madárfaj közül Szamoán jelenleg 83 fajt tartanak nyilván. Ebből 10 endemikus, azaz sehol másutt nem található meg Földünkön, míg 5 fajt csak az ember honosított meg a szigeteken. Az egyik korábban itt honos endemikus madárfaj, a szamoai vízityúk (Gallinula pacifica) más néven (Pareudiastes pacificus) mára sajnos kihalt.

## A Szamoán előforduló madárfajok
- Rend: viharmadár-alakúak (Procellariiformes) – 7 faj
  - Család: viharmadárfélék (Procellariidae) – 5 faj
    - Pterodroma inexpectata
    - Puffinus pacificus
    - Puffinus auricaulis
    - vékonycsőrű vészmadár (Puffinus tenuirostris)
    - Audubon-vészmadár (Puffinus lherminieri)

  - Család: viharfecskefélék (Hydrobatidae) – 2 faj
    - feketehasú viharfecske más néven Gould-viharfecske (Fregetta tropica)
    - polinéziai viharfecske (Nesofregetta fuliginosa)

- Rend: gödényalakúak (Pelecaniformes) – 7 faj
  - Család: trópusimadár-félék (Phaethontidae) – 2 faj
    - vörösfarkú trópusimadár (Phaethon rubricauda)
    - fehérfarkú trópusimadár (Phaethon lepturus)

  - Család : fregattmadárfélék (Fregatidae) – 2 faj
    - szalagos fregattmadár (Fregata minor)
    - Fregata ariel

  - Család : szulafélék (Sulidae) – 3 faj
    - álarcos szula (Sula dactylatra)
    - vöröslábú szula (Sula sula)
    - barna szula (Sula leucogaster)

- Rend: gólyaalakúak (Ciconiiformes) – 1 faj
  - Család: gémfélék (Ardeidae) – 1 faj
    - keleti zátonykócsag (Egretta sacra)

- Rend: lúdalakúak (Anseriformes) – 1 faj
  - Család: récefélék (Anatidae) – 1 faj
    - szemöldökös réce (Anas superciliosa)

- Rend: sólyomalakúak (Falconiformes) – 1 faj
  - Család: sólyomfélék (Falconidae) – 1 faj
    - vándorsólyom (Falco peregrinus)

- Rend: tyúkalakúak (Galliformes) – 1 faj 
  - Család: fácánfélék ((Phasianidae)) – 1 faj
    - bankivatyúk (Gallus gallus) – betelepített faj

- Rend: darualakúak (Gruiformes) – 5 faj
  - Család: guvatfélék (Rallidae) – 5 faj
    - szalagos guvat (Gallirallus philippensis)
    - déltengeri vízicsibe (Porzana tabuensis) más néven (Limnocorax tabuensis)
    - barnás vízicsibe (Poliolimnas cinereus) más néven (Porzana cinerea)
    - kék fú (Porphyrio porphyrio)
    - szamoai vízityúk (Gallinula pacifica) más néven (Pareudiastes pacificus) – endemikus faj, kihalt

- Rend: lilealakúak (Charadriiformes) – 29 faj
  - Család: lilefélék (Charadriidae) – 3 faj
    - ázsiai pettyeslile (Pluvialis fulva)
    - ezüstlile (Pluvialis squatarola)
    - kanadai lile (Charadrius semipalmatus)

  - Család: szalonkafélék (Scolopacidae) – 14 faj 
    - kis goda (Limosa lapponica)
    - kis póling (Numenius phaeopus)
    - tahiti póling (Numenius tahitiensis)
    - távol-keleti póling (Numenius madagascariensis)
    - billegetőcankó (Actitis hypoleucos)
    - réti cankó (Tringa glareola)
    - Heterosceles incanus más néven Tringa incana
    - kőforgató (Arenaria interpres)
    - sarki partfutó (Calidris canutus)
    - fenyérfutó (Calidris alba)
    - rozsdástorkú partfutó (Calidris ruficollis)
    - vándorpartfutó (Calidris melanotos)
    - hegyesfarkú partfutó (Calidris acuminata)
    - hosszúcsőrű cankógoda (Limnodromus scolopaceus)

  - Család: halfarkasfélék (Stercorariidae) – 2 faj
    - szélesfarkú halfarkas (Stercorarius pomarinus)
    - délsarki halfarkas (Stercorarius maccormicki) más néven (Catharacta maccormicki)

  - Család: sirályfélék (Laridae) – 1 faj
    - kacagó sirály (Larus atricilla)

  - Család: csérfélék (Sternidae) – 11 faj
    - barna noddi (Anous stolidus)
    - fekete noddi (Anous minutus)
    - ezüstnoddi (Procelsterna cerulea)
    - tündércsér (Gygis alba)
    - álarcos csér (Sterna anaethetus) vagy (Onychoprion anaethetus)
    - füstös csér (Sterna fuscata) vagy (Onychoprion fuscata)
    - kis csér (Sterna albifrons)
    - déltengeri csér (Sterna nereis)
    - feketefejű csér (Sterna sumatrana)
    - küszvágó csér (Sterna hirundo)
    - üstökös csér (Sterna bergii) vagy (Thalasseus bergii)

- Rend: galambalakúak (Columbiformes) – 7 faj
  - galambfélék (Columbidae) – 7 faj
    - szirti galamb (Columba livia) – betelepített faj
    - fémfényű galamb (Columba vitiensis)
    - bíborvállú csillagosgalamb (Gallicolumba stairi)
    - sárgás gyümölcsgalamb (Ptilinopus perousii)
    - bíborfejű gyümölcsgalamb (Ptilinopus porphyraceus)
    - bütykös császárgalamb (Ducula pacifica)
    - fogasgalamb (Didunculus strigirostris) – endemikus faj

- Rend: papagájalakúak – 1faj
  - Család : lórifélék (Loriidae) – 1 faj
    - kéksapkás lóri vagy kékfejű lóri (Vini australis)

- Rend: kakukkalakúak (Cuculiformes) – 1 faj
  - Család: kakukkfélék (Cuculidae) – 1 faj
    - hosszúfarkú koel (Eudynamys taitensis) vagy (Urodynamis taitensis)

- Rend: bagolyalakúak (Strigiformes) – 1 faj
  - Család: gyöngybagolyfélék (Tytonidae) – 1 faj  
    - gyöngybagoly (Tyto alba)

- Rend: sarlósfecske-alakúak (Apodiformes) – 1 faj
  - Család: sarlósfecskefélék (Apodidae) – 1 faj
    - Aerodramus spodiopygius

- Rend: szalakótaalakúak (Coraciiformes) – 1 faj
  - Család: jégmadárfélék (Alcedinidae) – 1 faj
    - Todiramphus recurvirostris – endemikus faj

- Rend:verébalakúak (Passeriformes) – 17 faj
  - Család: tüskésfarúfélék (Campephagidae) – 2 faj
    - szamoai hernyókapó (Lalage sharpei) – endemikus faj
    - Lalage maculosa

  - Család: bülbülfélék (Pycnonotidae) – 1 faj
    - kormos bülbül (Pycnonotus cafer) – betelepített faj

  - Család: rigófélék (Turdidae) – 1 faj
    - szürkefejű rigó (Turdus poliocephalus)

  - Család: legyezőfarkú-félék (Rhipiduridae) – 1 faj 
    - szamoai legyezőfarok (Rhipidura nebulosa) – endemikus faj

  - Család: császárlégykapó-félék (Monarchidae) – 1 faj
    - szamoai császárlégykapó (Myiagra albiventris) – endemikus faj

  - Család: cinegelégykapó-félék (Petroicidae) – 1 faj
    - skarlátbegyű cinegelégykapó (Petroica multicolor)

  - Család: légyvadászfélék (Pachycephalidae) – 1 faj
    - szamoai légyvadász (Pachycephala flavifrons) – endemikus faj

  - Család: pápaszemesmadár-félék (Zosteropidae) – 1 faj
    - szamoai pápaszemes madár (Zosterops samoensis) – endemikus faj

  - Család: mézevőfélék Meliphagidae) – 3 faj
    - kardinális mézevő (Myzomela cardinalis)
    - pikkelyesfejű mézevő (Foulehaio carunculata)
    - szamoai mézevő vagy mao (Gymnomyza samoensis) – endemikus faj

  - Család: seregélyfélék (Sturnidae) – 4 faj
    - déltengeri énekes seregély (Aplonis tabuensis)
    - szamoai énekes seregély (Aplonis atrifusca) – endemikus faj
    - pásztormejnó (Acridotheres tristis) – betelepített faj
    - dzsungel majna (Acridotheres fuscus) – betelepített faj

  - Család: díszpintyfélék (Estrildidae) – 1 faj
    - szamoai papagájamandina (Erythrura cyaneovirens) vagy (Amblynura cyaneovirens) – endemikus faj